# Peperomia incana
Peperomia incana là một loài thực vật có hoa trong họ Hồ tiêu. Loài này được (Haw.) A. Dietr. miêu tả khoa học đầu tiên năm 1831.